# アレクサンダー・メルヴィル・ベル
アレクサンダー・メルヴィル・ベル（Alexander Melville Bell、1819年3月1日 - 1905年8月7日）は、スコットランド生まれの演説学者(elocutionist)。視話法の発明で知られる。
電話の発明で知られるアレクサンダー・グラハム・ベルは次男。

## 生涯

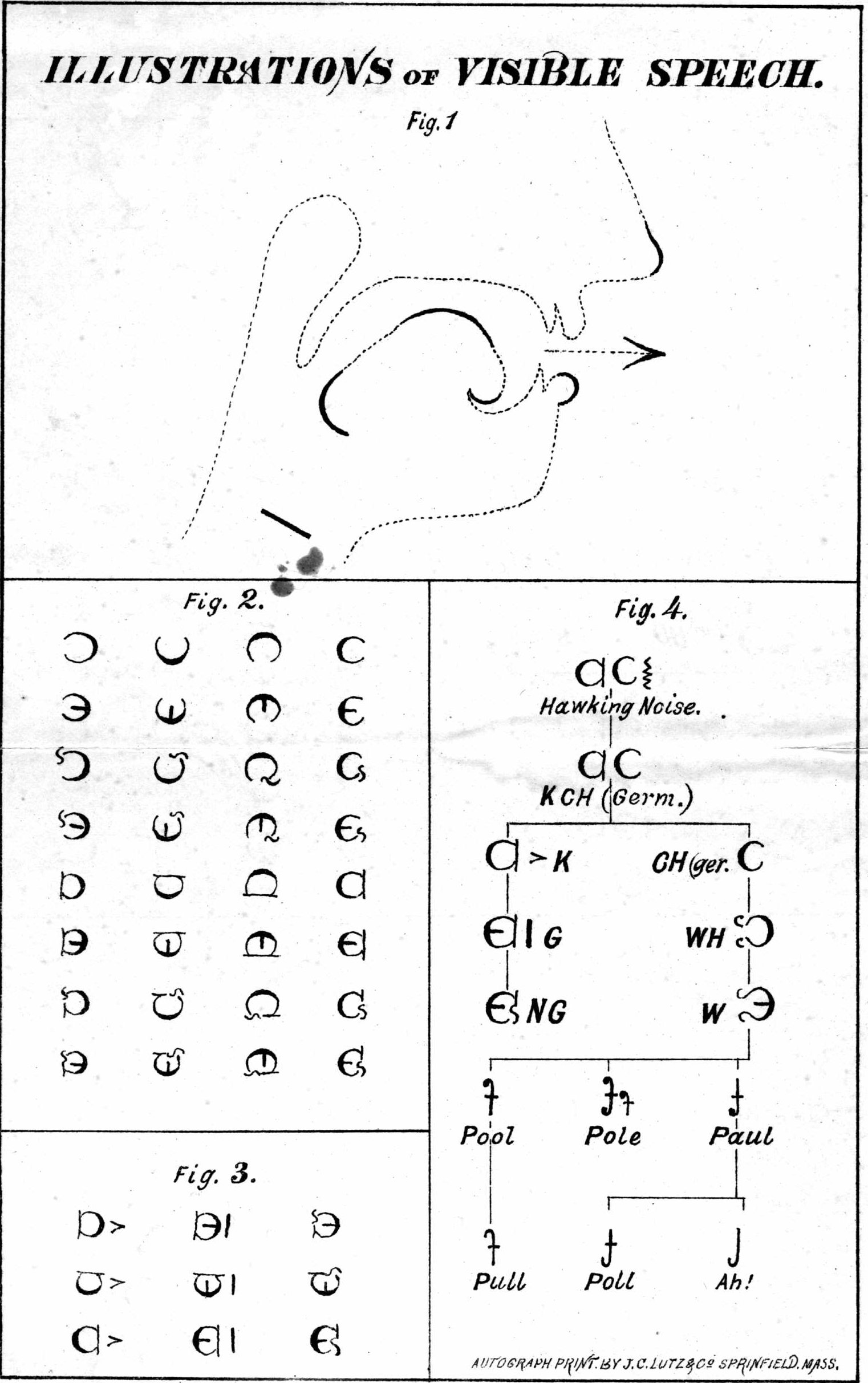
視話法の図

アレクサンダー・メルヴィル・ベルは1819年にエジンバラで生まれた。エジンバラ大学を卒業後、同校で約30年間演説学を教えた。1865年の父の没後はロンドン大学に移った。父親のアレクサンダー・ベルも演説学を教えていた。
1844年に聴覚障害を持つイライザ・グレイスと結婚し、3人の息子を儲けたが、3人とも結核にかかり、アレクサンダー・グラハム・ベル以外の2人は結核で死亡した。
視話法に関する主著は1867年に出版された『The Visible Speech』である。視話法は聴覚障害者が話をするのを助けるもので、国際音声記号と同様に単音を表す記号を使うが、国際音声記号と違って各文字はラテン・アルファベットにもとづかず、音を象徴する生理的記号を使用した。後にヘンリー・スウィートは、この記号を改良したものをいくつかの論文で用いた。バーナード・ショーの戯曲『ピグマリオン』の第2幕に視話法が登場する（映画『マイ・フェア・レディ』にも出てくる）。また、日本の伊沢修二は1876年のフィラデルフィア万国博覧会で視話法を知り、英語学習や標準語の推進などに使うことを考えた。
1870年8月に一家でカナダに移住し、クイーンズ大学で教えた。
1881年には再び一家でワシントンD.C.に移住した。
カナダのブラントフォードにある A.M. ベルの家は、現在カナダ国定史跡に指定されている。